# 國家檔案館站
國家檔案館站（英語：Archives station）是一個位於美國華盛頓特區，屬於華盛頓地鐵黃線和綠線的鐵路車站。

## 位置
車站位於華盛頓西北區第7街賓夕法尼亞大道和印第安納大道之間，非常接近畫廊站，以致於其中一站的燈光可以在另一站的隧道內看見。站名來自鄰近的國家檔案館。其副名來自美國海軍紀念碑以及賓州象限鄰里。此站是遊客的熱門車站，很容易到達北側的國家廣場。

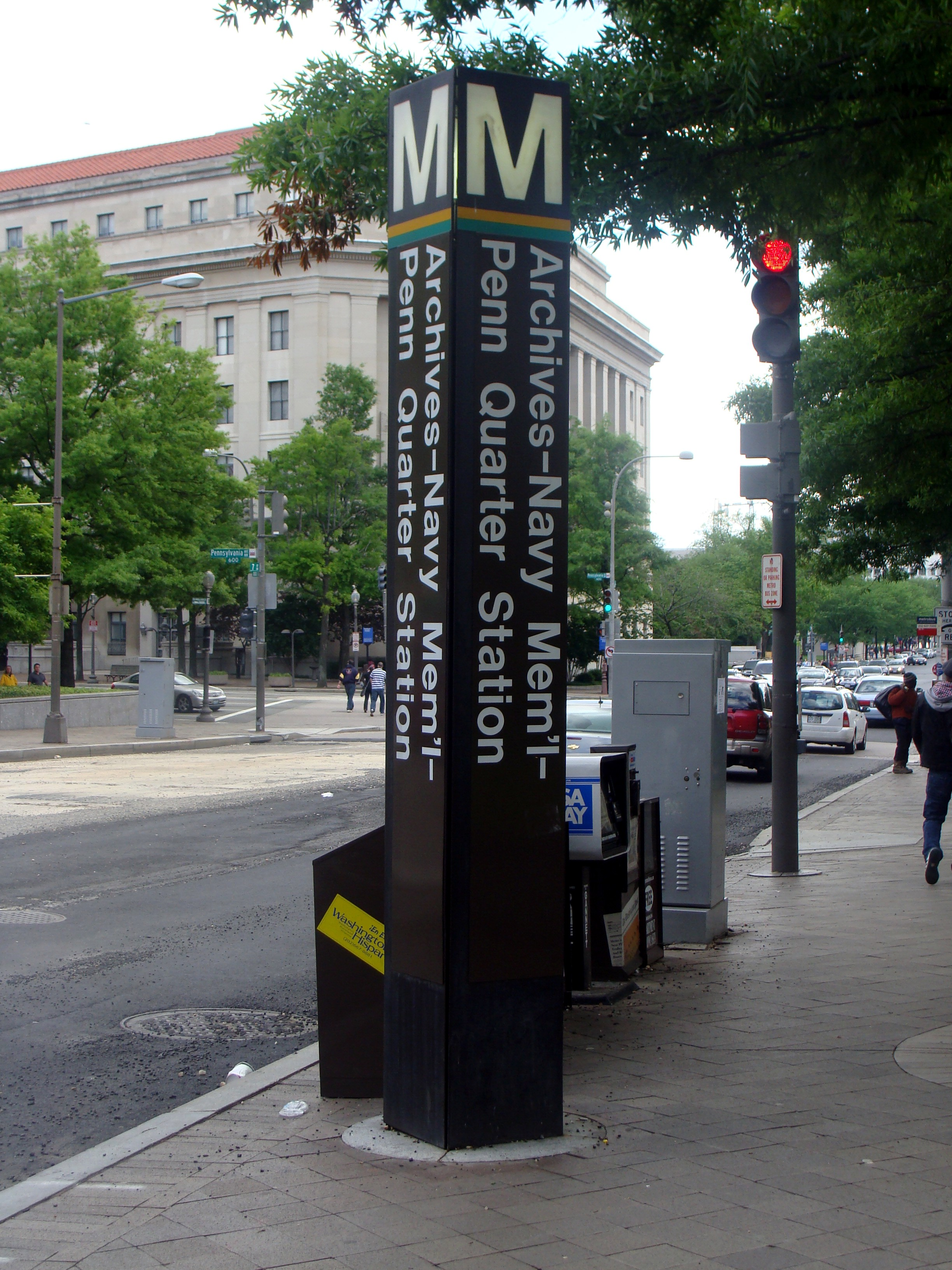
車站入口

## 歷史
此站於1983年4月30日啟用。此站連同畫廊站以南至朗方廣場站合共3.3英里的鐵路通車，以及一條跨過波多馬克河到達五角大樓站的鐵路。
直至2004年，站名都是國家檔案館-海軍紀念碑站。該年起改名為國家檔案館-海軍紀念碑-賓州象限站，反映其位於賓州象限的鄰里。2011年11月3日，「海軍紀念碑」和「賓州象限」都改為副站名，只餘下國家檔案館的名稱。
有計劃在車站南端設立第二個夾層，並可在車站南側牆壁看見一個開關。
2004年，此車站在迪士尼電影《驚天奪寶》出現。

## 車站周邊
- 司法部
- 加拿大駐美國大使館
- 聯邦貿易委員會
- 福特劇院
- 共和大軍（英语：Grand Army of the Republic）紀念碑
- 約翰·埃德加·胡佛大樓（聯邦調查局總部）
- 國家檔案館
- 國家藝廊
- 國家廣場
- 美國國立自然史博物館
- 新聞博物館
- 禁酒噴水池（英语：Temperance Fountain (Washington, D.C.)）

## 車站結構
| G        | 街道層             | 出入口                                          |
| M        | 夾層               | 單向閘機、售票機、車站詢問處                    |
| P 月台層 | 南行               | 往分支大道（朗方廣場） · 往亨廷頓（朗方廣場）   |
| P 月台層 | 島式月台，左側開門 |                                                 |
| P 月台層 | 北行               | 往綠帶（畫廊） · 往維農山莊廣場或托騰堡（畫廊） |

## 外部連結
维基共享资源上的相關多媒體資源：國家檔案館站
- WMATA: Archives-Navy Memorial-Penn Quarter Station（页面存档备份，存于）
- StationMasters Online: Archives Station
- The Schumin Web Transit Center: Archives Station
- Pennsylvania Avenue entrance from Google Maps Street View

38°53′37″N 77°01′20″W / 38.893730°N 77.022218°W